# Невілл Маррінер
Сер Невілл Маррінер (англ. Sir Neville Marriner; 15 квітня 1924, Лінкольн — 2 жовтня 2016, Лондон) — англійський скрипаль та диригент.

## Біографія
Навчався в Королівському музичному коледжі в Лондоні та в Паризькій консерваторії (клас скрипки Рене Бенедетті). Як скрипаль виступав з Лондонським філармонічним оркестром та Лондонським симфонічним оркестром, працював з Тосканіні, Фуртвенглером, Караяном. Вивчав диригентське мистецтво в США у П'єра Монте. У 1958 році створив камерний оркестр сучасних інструментів «Академія Святого Мартина в полях», записав з ним безліч творів. У 1969—1978 роках був музичним керівником Лос-Анджелесського камерного оркестру, у 1979—1986 — оркестру Міннесоти, у 1986—1989 — симфонічного оркестру Штутгартського радіо. Був також головним запрошеним диригентом Оркестру Кадакеса.
Син — кларнетист Ендрю Маррінер.

## Репертуар
Репертуар Маррінера як диригента включав композиторів епохи бароко, англійську музику XX ст. (Бріттен), в тому числі — оперну. Але головний його композитор — Моцарт. Саме Невілл Маррінер відбирав, аранжував і записував зі своїм оркестром музику для фільму Мілоша Формана «Амадей» (1984).

## Визнання
- Командор Ордена Британської імперії (1979).
- Кавалер Ордена мистецтв і літератури (Франція, 1995).
- Лицар-бакалавр (1985).